# Přerov
Přerov (Duits: Prerau) is een Moravische statutaire stad in de Tsjechische regio Olomouc. Het is de hoofdstad van het district Přerov. De stad telt 41.634 inwoners (2023) en ligt aan de rivier Bečva. De stad heeft een stedenband met het Nederlandse dorp Cuijk. In het Přerovský zámek (Nederlands: Slot van Přerov) is het Muzeum Komenského v Přerově (Comeniusmuseum in Přerov) gevestigd.

## Geschiedenis
- 1256 – De stad Přerov wordt door koning Ottokar II van Bohemen verheven tot koningsstad.
- 2006 – De stad Přerov krijgt de status statutaire stad.[1]

## Geboren in Přerov
- Jan Blahoslav (1523–1571), filosoof, pedagoog, humanist en bisschop van de Moravische gemeenschap
- Ida Ehre (1900–1989), toneelspeelster
- Michal Palinek (1967), beachvolleyballer
- Pavel Vrba (1963), voetbalcoach
- Rudolf Weigl (1883–1957), immunoloog en hoogleraar biologie